# A19 road
Die A19 road (englisch für Straße A19) ist eine fast durchgehend als Primary route ausgewiesene Fernverkehrsstraße in England, die von Doncaster im Wesentlichen parallel östlich zur A1 road nach Norden führt und bei Seaton Burn nördlich von Newcastle upon Tyne an der A1 endet.

## Verlauf

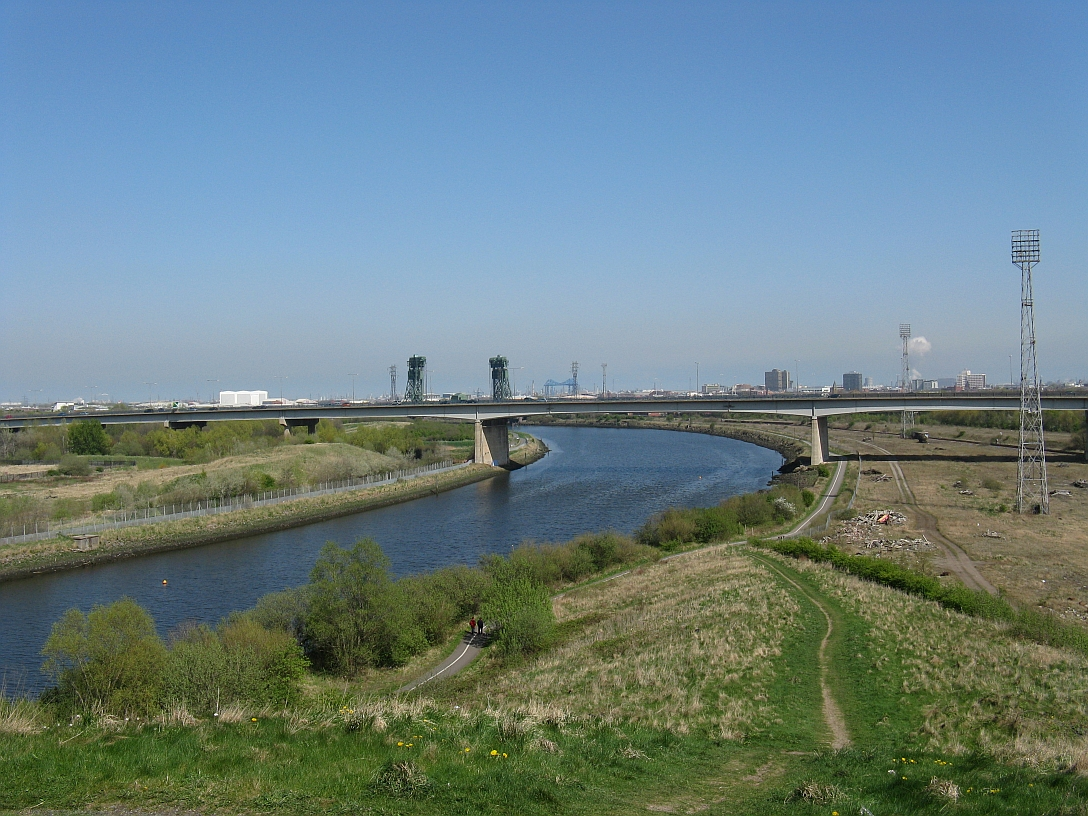
Der Tees Viaduct der A19

Die Straße beginnt in Bentley, einem Vorort von Doncaster, wo sie von der A638 road abzweigt, und führt über Askern und Whitley, wo der M62 motorway bei dessen Anschluss junction 34 gekreuzt wird, Selby, durch dessen Zentrum sie anders als die den Ort südlich umgehende A63 road verläuft, York, das ebenfalls nicht umgangen wird, nach Thirsk. Der weitere Verlauf führt als dual carriageway an Middlesbrough (hier kreuzt die A66 road), Stockton-on-Tees und Billingham (Kreuzung mit A689 road) vorbei östlich von Newcastle upon Tyne durch den mautpflichtigen Tyne Tunnel (New Tyne Crossing) nach Dudley, wo die A189 road nach Norden abzweigt, und endet bei Seaton Burn an der A1.